# دئوکسی گوانوزین
دئوکسی گوانوزین (به انگلیسی: Deoxyguanosine) با فرمول شیمیایی C۱۰H۱۳N۵O۴ یک ترکیب شیمیایی با شناسه پاب‌کم ۶۳۸ و جرم مولی آن 267.24 g/mol می‌باشد. این ترکیب از پیوند باز نوکلئوتیدی گوانوزین با قند دئوکسی‌ریبوز تولید می‌شود.